# Quaranta
El quaranta és un nombre que segueix el trenta-nou i precedeix el quaranta-u. S'escriu 40 en xifres àrabs, XL en les romanes i 四十 en les xineses. Prové del llatí quadraginta. El nombre ordinal és quarantè. Una persona que té quaranta anys és un quadragenari o quarantí.
Ocurrències del quaranta:
- En moltes cultures semites era sinònim de "molts". Per això el trobem a "Ali-Babà i els 40 lladres", als 40 dies que Jesús passa al desert, als 40 dies després del diluvi universal de Noè o els que passa Moisès al Sinaí.
- Nombre d'hores a la setmana treballades en molts països, entre ells Espanya.
- Durada estàndard del ramadà.
- La base de la quaresma.
- Les nits després de la mort on un esperit pot rondar el cadàver.
- Les noces de maragda o rubí, segons la tradició.
- Els graus Celsius i Fahrenheit es troben a la mateixa temperatura a -40º.
- Un joc de cartes de l'Equador.
- La crisi dels 40 en psicologia designa el fenomen de prendre consciència (en negatiu) del propi envelliment.
- En el joc de cartes del tuti és reunir el cavall i el rei d'atots en una mateixa mà. «Cantar les quaranta» és declarar la possessió d'aquesta basa o, figuradament, cantar-li a algú la veritat.
- Designa l'any 40, el 40 aC i la dècada del 1940.
- És el prefix telefònic del Romania